# BEMER Cyclassics 2022
24. ročník jednodenního cyklistického závodu BEMER Cyclassics se konal 21. srpna 2022 v Německu. Vítězem se stal Rakušan Marco Haller z týmu Bora–Hansgrohe. Na druhém a třetím místě se umístili Belgičané Wout van Aert (Team Jumbo–Visma) a Quinten Hermans (Intermarché–Wanty–Gobert Matériaux). Závod byl součástí UCI World Tour 2022 na úrovni 1.UWT a byl dvacátým sedmým závodem tohoto seriálu.

## Týmy
Závodu se zúčastnilo všech 18 UCI WorldTeamů a 3 UCI ProTeamy.Alpecin–Fenix a Arkéa–Samsic dostaly automatické pozvánky jako nejlepší UCI ProTeamy sezóny 2021, třetí nejlepší UCI ProTeam sezóny 2021, Team TotalEnergies, pak dostal také automatickou pozvánku. Každý tým přijel se sedmi závodníky, Lennard Hofstede (Team Jumbo–Visma) však neodstartoval, na start se tak postavilo 146 jezdců. Do cíle v Hamburku dojelo 130 z nich.
UCI WorldTeamy
- AG2R Citroën Team
- Astana Qazaqstan Team
- Bora–Hansgrohe
- Cofidis
- EF Education–EasyPost
- Groupama–FDJ
- Ineos Grenadiers
- Intermarché–Wanty–Gobert Matériaux
- Israel–Premier Tech
- Lotto–Soudal
- Movistar Team
- Quick-Step–Alpha Vinyl
- Team Bahrain Victorious
- Team BikeExchange–Jayco
- Team DSM
- Team Jumbo–Visma
- Trek–Segafredo
- UAE Team Emirates

UCI ProTeamy
- Alpecin–Deceuninck
- Arkéa–Samsic
- Team TotalEnergies

## Výsledky
| Pořadí | Jezdec                   | Tým                                | Čas        |
| ------ | ------------------------ | ---------------------------------- | ---------- |
| 1      | Marco Haller (AUT)       | Bora–Hansgrohe                     | 4h 37' 23" |
| 2      | Wout van Aert (BEL)      | Team Jumbo–Visma                   | + 0"       |
| 3      | Quinten Hermans (BEL)    | Intermarché–Wanty–Gobert Matériaux | + 0"       |
| 4      | Jhonatan Narváez (ECU)   | Ineos Grenadiers                   | + 0"       |
| 5      | Patrick Konrad (AUT)     | Bora–Hansgrohe                     | + 4"       |
| 6      | Jasper Philipsen (BEL)   | Alpecin–Deceuninck                 | + 9"       |
| 7      | Phil Bauhaus (GER)       | Team Bahrain Victorious            | + 9"       |
| 8      | Hugo Hofstetter (FRA)    | Arkéa–Samsic                       | + 9"       |
| 9      | Max Kanter (GER)         | Movistar Team                      | + 9"       |
| 10     | Alexander Kristoff (NOR) | Intermarché–Wanty–Gobert Matériaux | + 9"       |